# Spodiopsar
Spodiopsar es un género de aves paseriformes perteneciente a la familia Sturnidae.

## Especies
El género contiene dos especies.
- Spodiopsar sericeus - estornino piquirrojo (se encuentra en el sur y sureste de China);
- Spodiopsar cineraceus - estornino gris (cría en China, este de Mongolia, Corea, Japón y el sureste de Siberia).